# Blazice
Obec Blazice (německy Blasitz) se nachází v okrese Kroměříž ve Zlínském kraji. Žije zde 204 obyvatel.

## Název
Na vesnici bylo přeneseno původní pojmenování jejích obyvatel. To bylo odvozeno od osobního jména, které zřejmě znělo Mlaz (jeho základem bylo přídavné jméno mlad - "mladý"). Předpokládaný výchozí tvar Mlazici tedy znamenal "Mlazovi lidé". Hlásková změna Ml- > Bl- se předpokládá na základě (v jiných jménech) doložené podobné změny mr > br.

## Historie
První písemná zmínka o obci pochází z roku 1358.
Má zde rodové kořeny Joseph S. Stiborik, americký voják českého původu, člen posádky bombardéru Enola Gay a operátor radaru při letu, který shodil atomovou pumu na Hirošimu. V obci se narodil jeho otec, Antonín Josef Stibořík, který byl poté v USA redaktorem českých časopisů.

## Obyvatelstvo

### Struktura
Vývoj počtu obyvatel za celou obec i za jeho jednotlivé části uvádí tabulka níže, ve které se zobrazuje i příslušnost jednotlivých částí k obci či následné odtržení.
| Místní části   | Místní části | 1869 | 1880 | 1890 | 1900 | 1910 | 1921 | 1930 | 1950 | 1961 | 1970 | 1980 | 1991 | 2001 | 2011 |
| -------------- | ------------ | ---- | ---- | ---- | ---- | ---- | ---- | ---- | ---- | ---- | ---- | ---- | ---- | ---- | ---- |
| Počet obyvatel | část Blazice | 248  | 259  | 293  | 335  | 348  | 315  | 311  | 287  | 330  | 298  | 232  | 225  | 202  | 197  |
| Počet domů     | část Blazice | 44   | 48   | 50   | 54   | 57   | 58   | 61   | 72   | 72   | 71   | 63   | 71   | 72   | 73   |

## Pamětihodnosti
- Pozdně barokní kostel Povýšení svatého Kříže z roku 1788

## Galerie

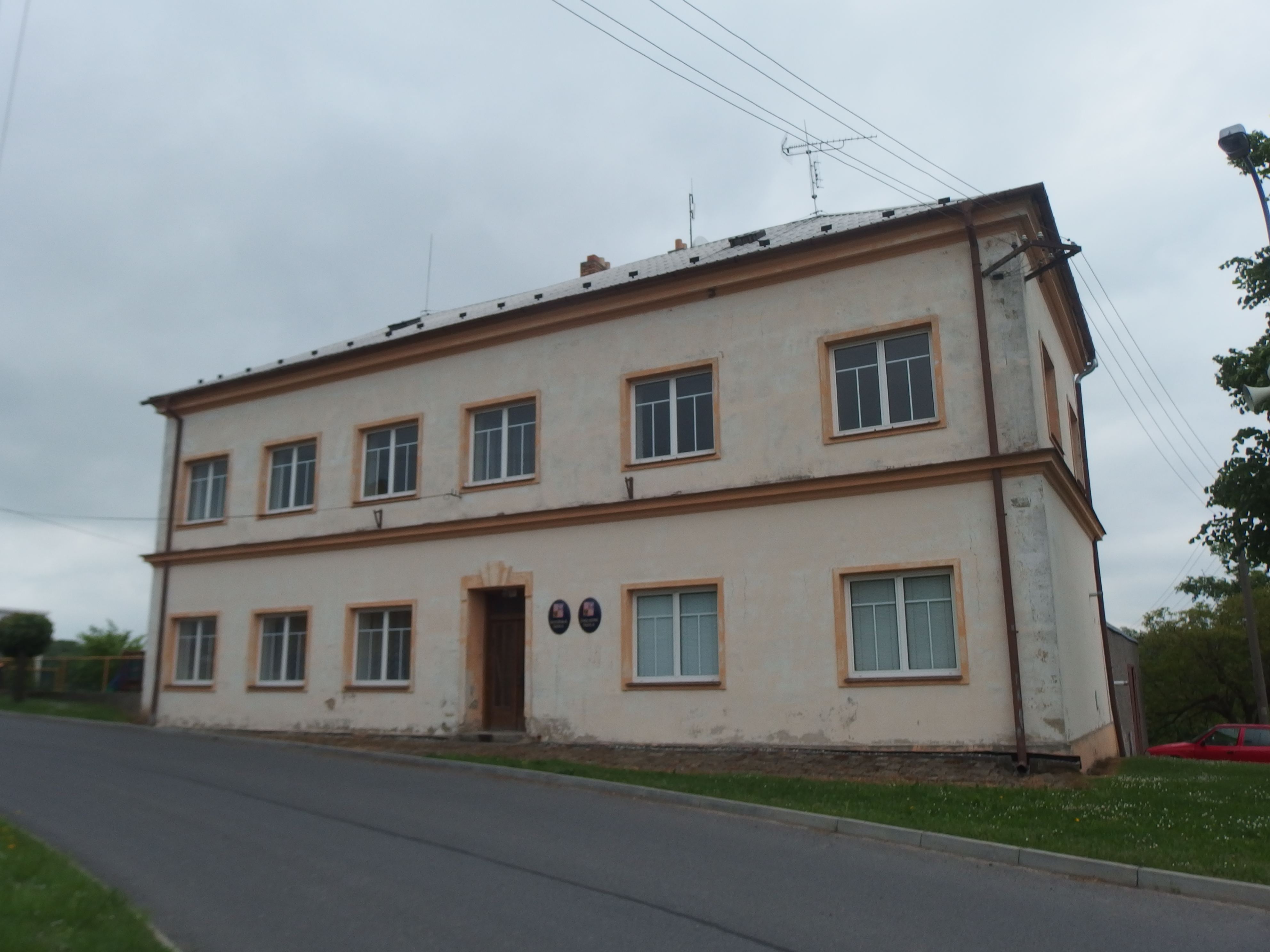
Škola
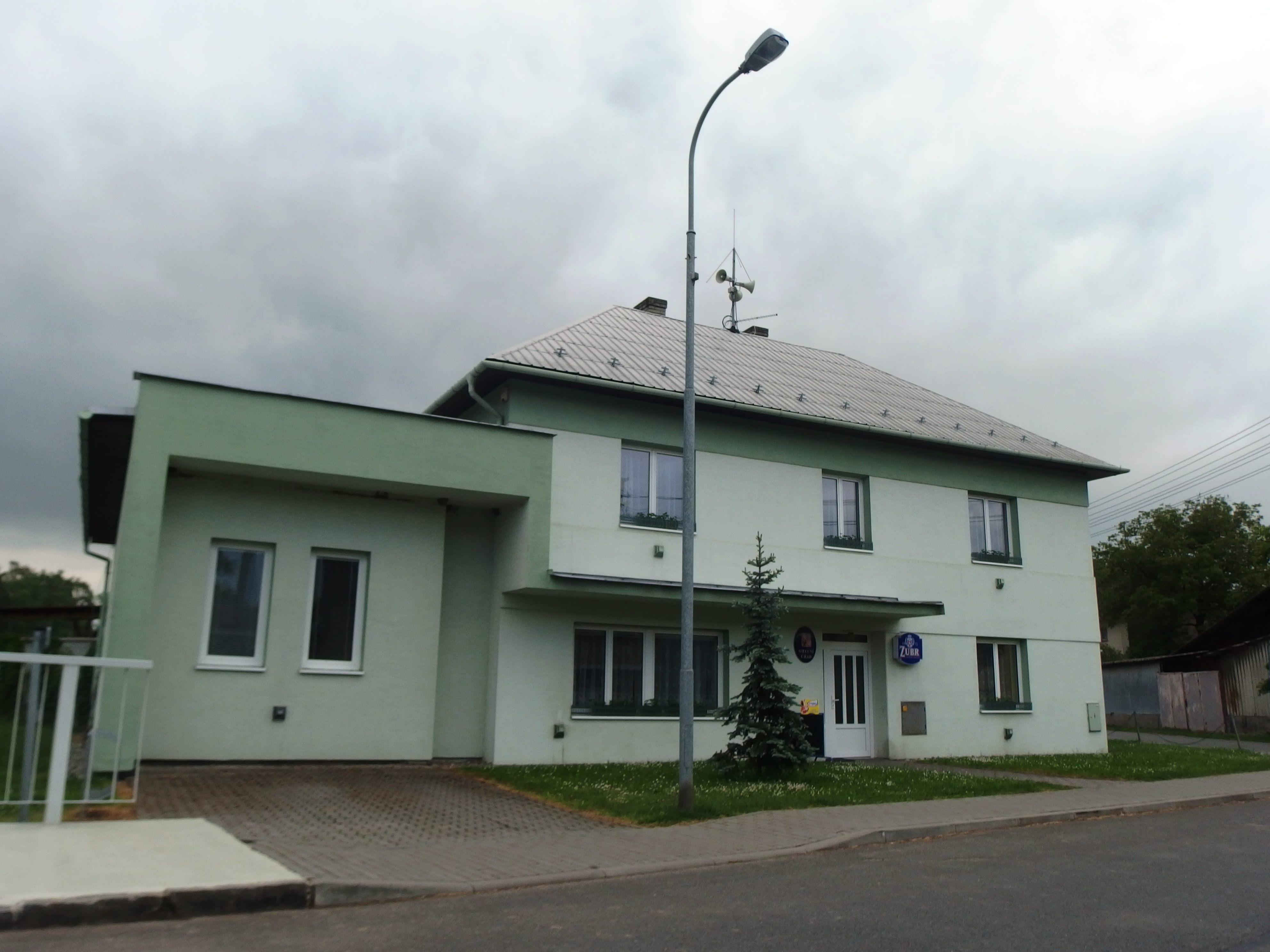
Obecní úřad
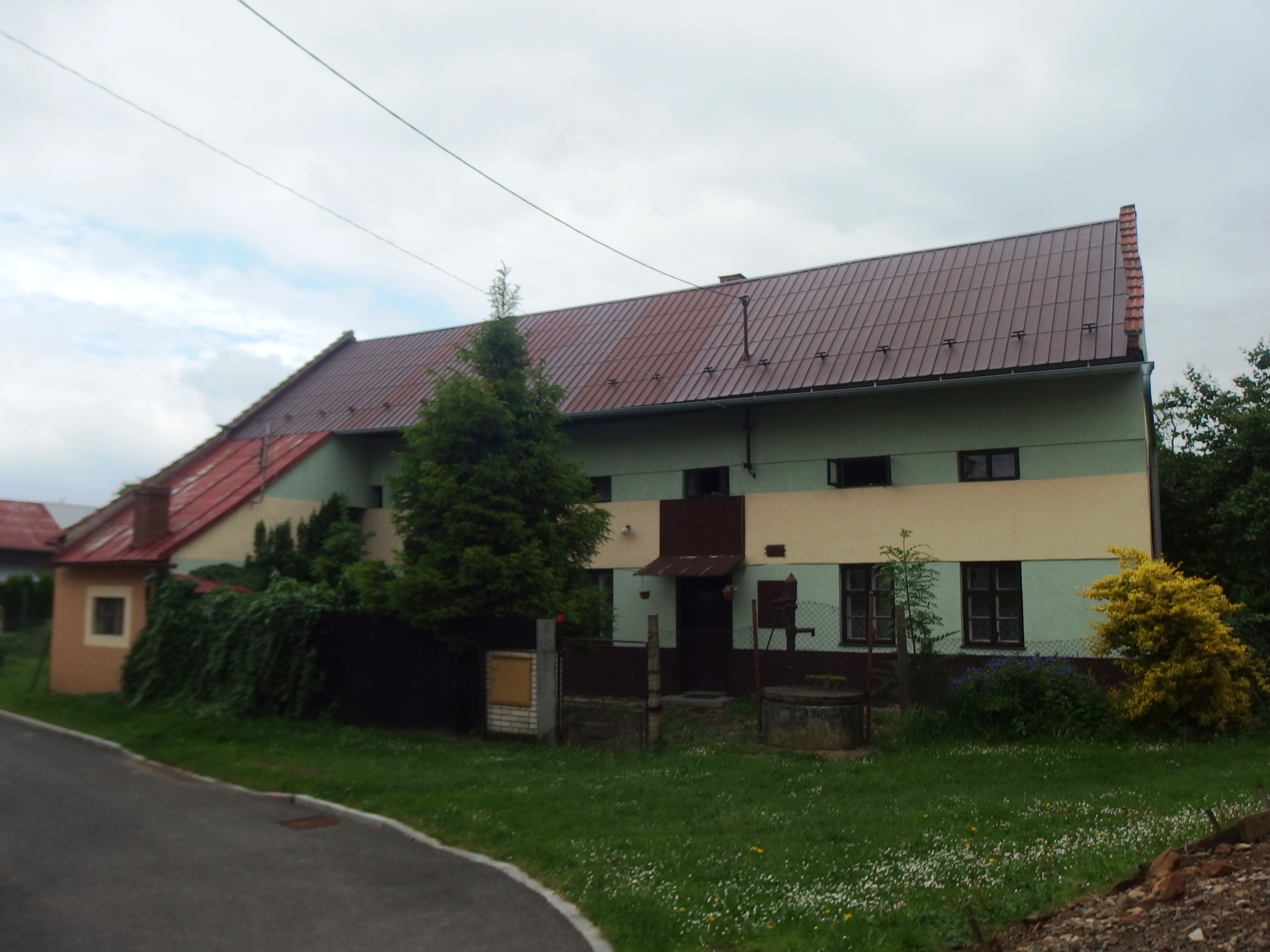
Dům č. p. 35
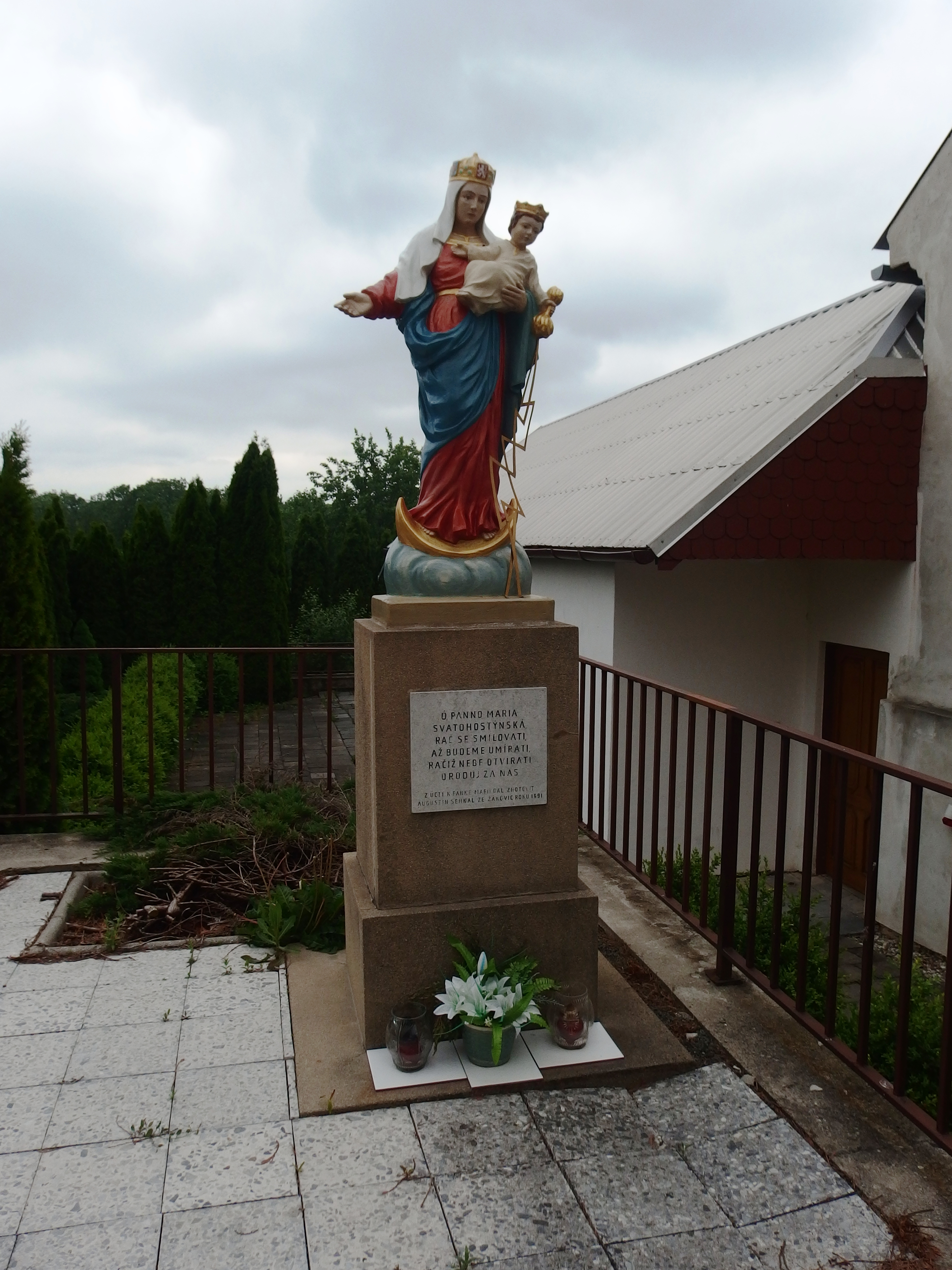
Socha Panny Marie Svatohostýnské